# Gold/Forget
Gold/Forget è un singolo della cantante britannica Marina and the Diamonds, il quarto estratto dall'album Froot e pubblicato il 13 marzo 2015.

## Il disco
Entrambi i brani sono stati composti dalla cantante stessa. Forget parla inoltre del dimenticare gli errori del passato della cantante.

## Video musicale
Per il brano Forget è stato realizzato un videoclip, in cui Marina canta insieme ai musicisti di supporto.

## Tracce
Vinile 7"
1. Gold – 4:14 (Marina Diamandis, David Kosten)
2. Forget – 4:09 (Marina Diamandis, David Kosten)

Durata totale: 8:23